# Pilea grandifolia
Espèce
Pilea grandifolia est une espèce de plantes à fleurs de la famille des Urticaceae. C'est un sous-arbrisseau natif de la Jamaïque. Il est parfois cultivé.